# San Stino di Livenza
San Stino di Livenza är en ort och kommun i storstadsregionen Venedig, innan 2015 provinsen Venedig, i regionen Veneto i Italien. Kommunen hade 12 928 invånare (2018).